# Нефтепромысел (посёлок)
Нефтепромысел — посёлок в Крымском районе Краснодарского края России. Входит в состав Кеслеровского сельского поселения.

## География
Расположен в юго-западной части региона.
На 2018 год есть улица Пушкина , высота центра селения над уровнем моря — 40 м.

## Население
| 1999 | 2002 | 2010 |
| ---- | ---- | ---- |
| 29   | ↘9   | ↗38  |

## Инфраструктура
Частные одноэтажные домовладения.

## Транспорт
Выезд через улицу Пушкина на автодороге регионального и межмуниципального значения 03А-009 Крымск — Джигинка.